# Wit comité
Witte Comités is de verzamelnaam van diverse basiscomités, gevormd in 1996 en later, naar aanleiding van de affaire-Dutroux. Ze waren actief rond het tekort schieten van politie en gerecht bij misbruik en verdwijning van kinderen. De witte kleur was ontleend aan de brede Witte Mars van 20 oktober 1996. Toen was er ook sprake van een witte beweging, een witte partij, er werd zelfs een krant uitgegeven De Witte Mars.
Er waren opvallend meer Franstalige dan Vlaamse Witte Comités. Ieder kon een Wit Comité oprichten, enkele waren verbonden aan ouders van een verdwenen of vermoord kind.
Op 24 januari 1997, drie maanden na de Witte Mars, werd in Brussel een netwerk van Witte Comités opgericht, in het bijzijn en onder impuls van de ouders Gino en Carine Russo, Marie-Noelle Bouzet en Tinny Mast. Het netwerk was een heel horizontale, weinig hiërarchische organisatie. In het begin wogen de twee grootste steuncomités rond ouders van de Witte Mars het zwaarst door: Comité Julie et Mélissa met José Dessart als coördinator, het Comité Kim & Ken, gecoördineerd door Mark De Quidt. Paul Marchal met zijn v.z.w. An en Eefje (nadien v.z.w. An) nam een afwachtende houding aan, gevoed door de uiteenlopende samenstelling van de Witte Comités en door radicale, vaak zeer emotionele, uitlatingen van sommige leden. Paul Marchal zag meer heil in de oprichting van een goed gestructureerde politieke partij (dit werd nadien de PNPb).

## Vlaamse Witte Comités
In Vlaanderen ontstonden Witte Comités in 1996 en 1997 (met vermelding van coördinator of initiatiefnemer):
- Antwerpen, Comité Kim & Ken, Mark De Quidt, steuncomité van Tinny Mast
- Antwerpen, Wit voor Directe Democratie, Ludo De Schutter, later gewijzigd in Democratie.Nu[1]
- Brugge, Novokim, Mat en Hélène
- Brussel, Paraplu, Vincent Van Quickenborne
- Dilsen, Respect, Frans Medaer
- Gent, Recht op Recht, Raf Verbeke[2]
- (later) Hasselt, vzw An, familie van An Marchal
- Hasselt, Recht tegen Onrecht, Jenny Gillet en Lut Carrein
- Kampenhout, Witloof, Jacques Kohl
- Kermt, Alerte, Chantal Laenen
- Laakdal, Victor Coucke, opgericht 14 november 1996[3]
- Leuven, Fiere Margriet[4], Johan Verstraeten
- Leuven, Oase, Marie-Claire Rennies
- Riemst, Cactus, Mathieu Reynaerts
- Sint-Niklaas, Witte Onschuld, Mireille Vandervreken
- Wellen, Alert, Monique Martens

## Franstalige Comités Blancs
Er waren vele Comités Blancs in 1996 en 1997. In 2004 bleven er nog vijf over:
- Bastogne, Nos èfants
- La Louvière, Marguerite Baervoets
- Malmédy, Amour et Justice
- Visé, Les Arcs-en-Ciel
- Waremme, Le Petit Poussin Blanc